# 隆维利耶
隆维利耶（法語：Longvilliers，法語發音：[lɔ̃vilje] ⓘ）是法国中北部法兰西岛大区伊夫林省的一个市镇，属于朗布依埃区。 

## 地理
隆维利耶（48°34'44"N, 1°59'32"E）面积13.91 平方千米，位于法国法蘭西島大區伊夫林省，该省份为法国北部内陆省份，北起瓦兹河谷省，西接厄尔省，西南接厄尔-卢瓦省，东南接埃松省，东临上塞纳省。
与隆维利耶接壤的市镇（或旧市镇、城区）包括：博内勒、伊夫林地区罗什福尔、伊夫林地区圣阿尔努、昂热维利耶、杜尔当、圣西尔苏杜尔当。

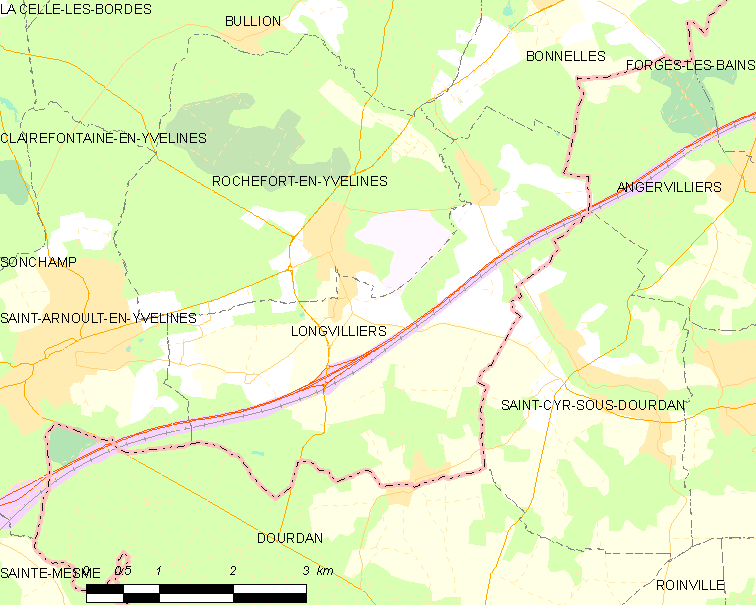
隆维利耶的OSM定位图

隆维利耶的时区为UTC+01:00、UTC+02:00（夏令时）。

## 行政
隆维利耶的邮政编码为78730，INSEE市镇编码为78349。

## 政治
隆维利耶所属的省级选区为朗布依埃县。

## 人口

1962-2008年间隆维利耶人口变化图示

隆维利耶于2022年1月1日时的人口数量为498人。